# كأس الإمبراطور 2006
كأس الإمبراطور 2006 (باليابانية: 第86回天皇杯全日本サッカー選手権大会) هو الموسم 86 من كأس الإمبراطور. كان عدد الأندية المشاركة فيه 80، وفاز فيه أوراوا رد دايموندز.